# Oriol Martorell
Pour les articles homonymes, voir Martorell (homonymie).
Oriol Martorell i Codina (Barcelone, 10 novembre 1927 - Barcelone, 24 août 1996) est un chef de chœur, pédagogue et un professeur d'histoire de la musique espagnol. Il a fondé en 1947 la Coral Sant Jordi (ca), qu'il a dirigée durant plus de 40 ans, symbole culturel de la lutte antifranquiste en Catalogne et élément clef du mouvement choral européen.

## Biographie
Après une formation fortement influencée par sa famille et par le scoutisme animé par Antoni Batlle, il a fait ses études musicales avec Lluïsa Torrà de Gibert, Narcís Carbonell et Eduard Toldrà.
Avec le français César Geoffray et l'allemand Gottfried Wolters (de), il a été (en 1960-63) un des fondateurs (puis le vice-président) de la FEJC (Fédération Européenne des Jeunes Chœurs/Europäische Föderation Junger Chöre). Il a été également instructeur du mouvement choral À Cœur Joie et membre du conseil de direction de l’International Federation for Choral Music. Il a été aussi animateur de la Sociedad de Orfeones de Cataluña et président de la Federación Catalana de Entidades Corales.
Licencié en Philosophie et Lettres de l'Université de Barcelone en 1950 et en Pédagogie de l'Université de Pérouse (Italie) en 1954, il a été nommé professeur d'histoire de la musique de l'Université de Barcelone en 1983 à laquelle il appartenait depuis 1970. Avec sa thèse Mig segle de simfonisme a Barcelona: 1920-1970; il a été reçu docteur en Histoire en 1976. Spécialiste de direction chorale, il a collaboré dans diverses publications de critique et sujets musicaux. Il a été directeur artistique de Discos Vergara entre 1961 et 1970. Associé au compositeur catalan Manuel Valls i Gorina (cousin de l'homme politique français Manuel Valls), il est l'auteur du livre El fet musical. Il a également publié, avec Josep Massot Muntaner et Salvador Pueyo, Els segadors. Himne nacional de Catalunya. Il a été directeur artistique de la Antología histórica de la música catalana (1966-1970).
Il a reçu diverses distinctions, dont le Prix d'Honneur Jacques Ier (ca) en 1983 et la Creu de Sant Jordi de la Generalitat de Catalogne en 1984, la Medalla al Mérito Artístico de la Mairie de Barcelone, le Prix de Musique Francesc Pujol (es) et la Medalla de Bellas Artes du Ministère de la Culture.
Étape dans son activité politique, il a été élu député socialiste au Parlement de Catalogne, fonction qu'il a exercée entre 1992 et 1995.

## Fonds
L'Université de Barcelone conserve le Fonds d'Oriol Martorell constitué d'affiches, de programmes de concerts, de partitions d'arrangements et d'adaptations musicales réalisés par lui-même, de diapositives et de photographies de concerts.